# Sant Pau de Segúries
Sant Pau de Segúries település Spanyolországban, Girona tartományban. Sant Pau de Segúries Camprodon, La Vall de Bianya és Sant Joan de les Abadesses községekkel határos. Lakosainak száma 724 fő (2024).

## Népesség
A település népessége az elmúlt években az alábbi módon változott:
| Lakosok száma | 275  | 465  | 584  | 602  | 609  | 656  | 717  | 674  | 697  | 724  |
|               | 1717 | 1887 | 1936 | 1960 | 1986 | 2004 | 2009 | 2014 | 2019 | 2024 |